# Messatoporus apertus
Messatoporus apertus är en stekelart som först beskrevs av Taschenberg 1876.  Messatoporus apertus ingår i släktet Messatoporus och familjen brokparasitsteklar. Inga underarter finns listade i Catalogue of Life.